# One of a Kind (Lee Morgan)
One of a Kind è un album EP live di Lee Morgan, pubblicato dalla Trip Records nel 1974. Il disco fu registrato dal vivo nel luglio del 1970 al The Lighthouse, Hermosa Beach, California (Stati Uniti).

## Tracce
Lato A
1. Meo Felia – 17:17 (Bennie Maupin)

Lato B
1. C.R. (Ceora) – 16:20 (Lee Morgan)
2. Speedball – 1:53 (Lee Morgan)

## Formazione

### Musicisti
- Lee Morgan - tromba, flicorno
- Bennie Maupin - sassofono tenore, flauto, clarinetto basso
- Harold Mabern - pianoforte
- Jymie Merritt - basso elettrico
- Mickey Roker - batteria